# 京都迎賓館
京都迎賓館（きょうとげいひんかん、英: Kyoto State Guest House）は、京都府京都市に位置する日本国政府の迎賓館。

## 概説

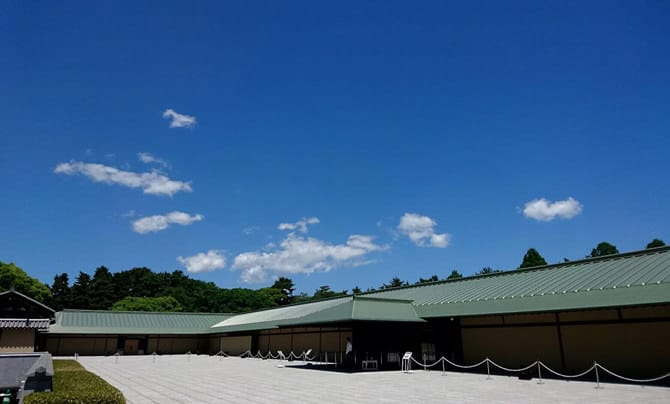
正面玄関

京都迎賓館は、1994年（平成6年）10月に「京都迎賓館和風施設」として、その建設が閣議了解され、2005年（平成17年）4月17日に開館した。内閣府のサイトの公式説明によると、日本の歴史や文化を象徴する都市である京都において、海外からの賓客を心をこめてお迎えし、日本への理解と友好を深めていただくことを目的に建設された、という。
立地は、江戸時代に複数の公家の邸宅が建っていた京都御苑の北東部である。
建物は、洋風の迎賓館赤坂離宮とは対照的な現代和風建築として設計され（設計は日建設計）、南側を「表」（公的空間）、北を「奥」（私的施設）と位置付け、建物の「表」には会議・会談、晩餐、和風会食、管理等の施設が、「奥」には賓客の宿泊のための施設が配置されている。
2016年（平成28年）7月から、接遇などの利用に差し支えない範囲で通年で一般公開が実施されている。詳しくは内閣府ホームページによる。
本建物は、2006年に日本建設業連合会主催の第47回BCS賞を受賞している。

## 施設

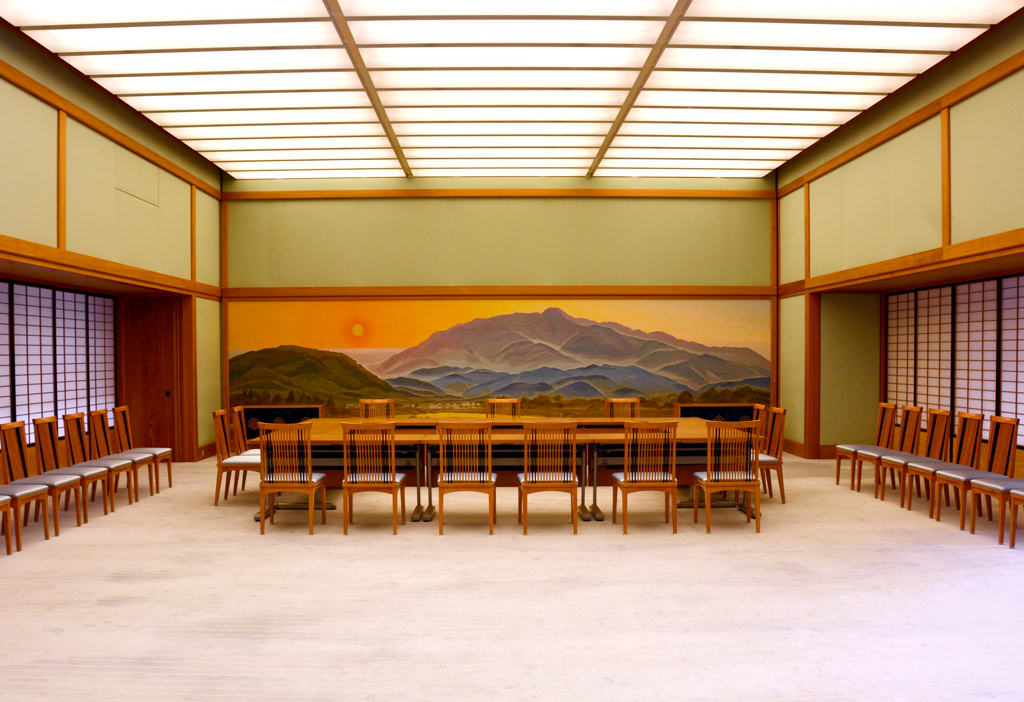
夕映の間
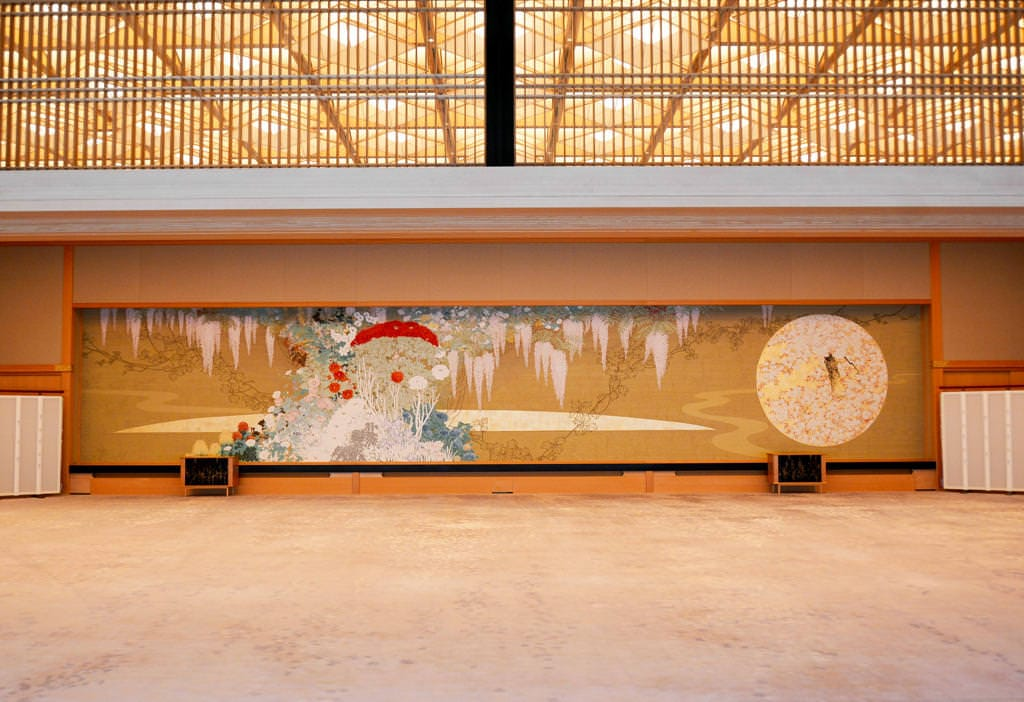
藤の間
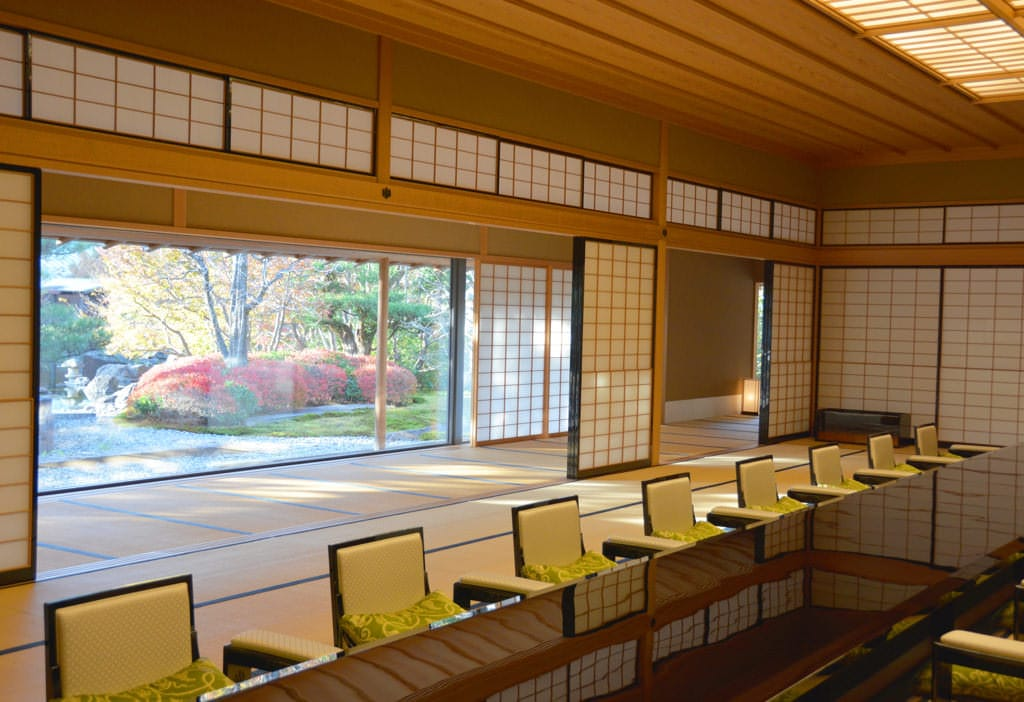
桐の間
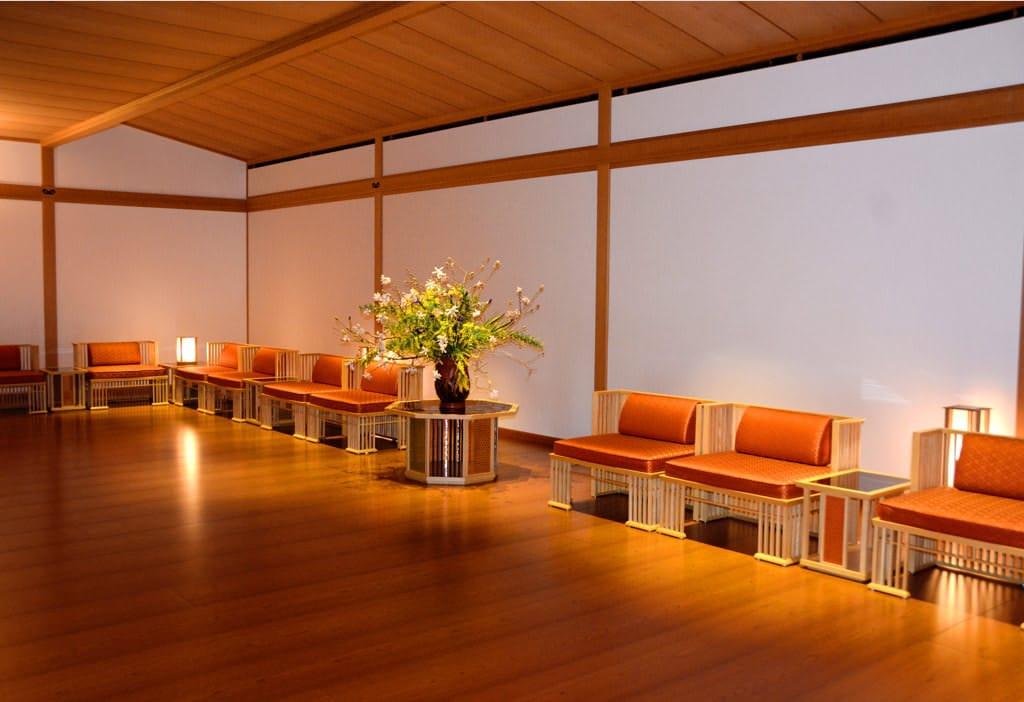
聚楽の間

夕映の間（ゆうばえ の ま）
大臣会合や、立礼式の呈茶など多目的に利用できる会議室。壁面装飾を施した可動式の壁面で三分割することができ、国際会議にも使用できる。壁面装飾は綴れ織により、「比叡月映」（ひえい げつえい）、「愛宕夕照」（あたご ゆうしょう）と名付けられ、これが部屋の名前の由来となっている。京都の東西を守る京都を代表する山の日月夕景を表現している。
藤の間（ふじ の ま）
椅子席で最大120名まで利用可能な晩餐室。舞台扉には人間国宝の江里佐代子による截金「響流光韻」（こおる こういん）が施されている。正面の壁面には、藤を始めとする39種類の四季の花々を描いた綴れ織「麗花」（れいか）が施されている。
桐の間（きり の ま）
最大24名までの会食が可能な56畳の「和の晩餐室」。天井は長さ12メートルの中杢天井、床は長さ約8メートルの大床。座卓は長さ約12メートルの等厚合板を下地に呂色漆を施してあり、正座に慣れない海外の賓客にも利用しやすい掘炬燵形式となっている。座椅子の背には日本国政府の紋である五七の桐が蒔絵で描かれている。欄間「日月」には江里佐代子による截金が施されている。
滝の間（たき の ま）
桐の間の奥につながる。22畳の和室で昇降式の座卓が設置されている。瀬戸内の犬島、白石島産の花崗岩の巨石を中心に組まれた大滝を配した庭園に面する。（特別公開時のみ見学可）
水明の間（すいめい の ま）
首脳会談などに用いられる、大池に張り出した開放的な空間。天井を船底天井とし、椅子のファブリック（布地）は波立涌紋様の西陣織。床は青海波紋様の段通。飾り台や卓子にも蒔絵や螺鈿が描かれるなど水をテーマとしたデザインで統一される。（特別公開時のみ見学可）
聚楽の間（じゅらく の ま）
晩餐会などが行われる際に、招待されたゲストや随員の待合などに使用される。椅子のファブリック（布地）は西陣織、釘隠には「むすび」のデザインが施されている。
- 夕映の間
- 藤の間
- 桐の間
- 聚楽の間

## 日本庭園
玄関前の「真の庭」、館内の中央「行の庭」、賓客宿泊室に面する「草の庭」の3面で構成される。「庭屋一如」の現代和風の庭園として、佐野藤右衛門を中心とする京都の庭師らにより作られた。

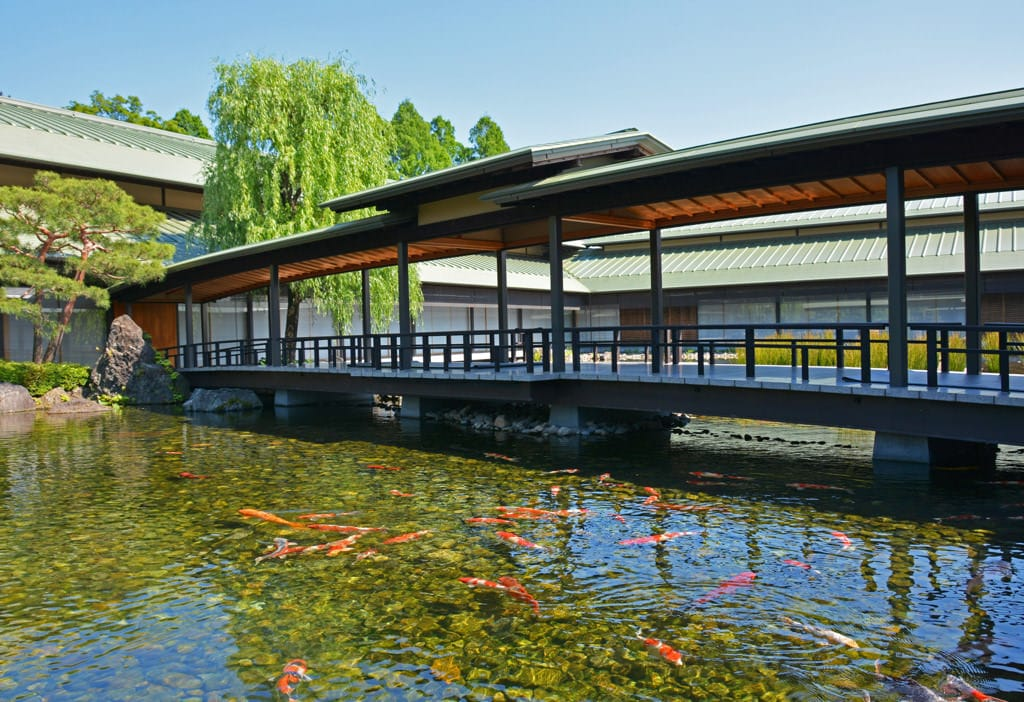
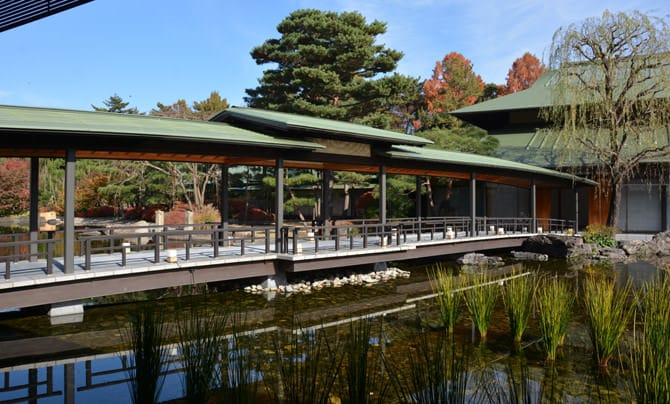
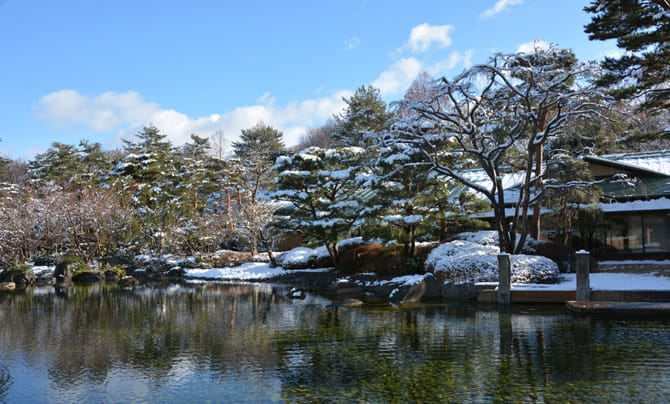
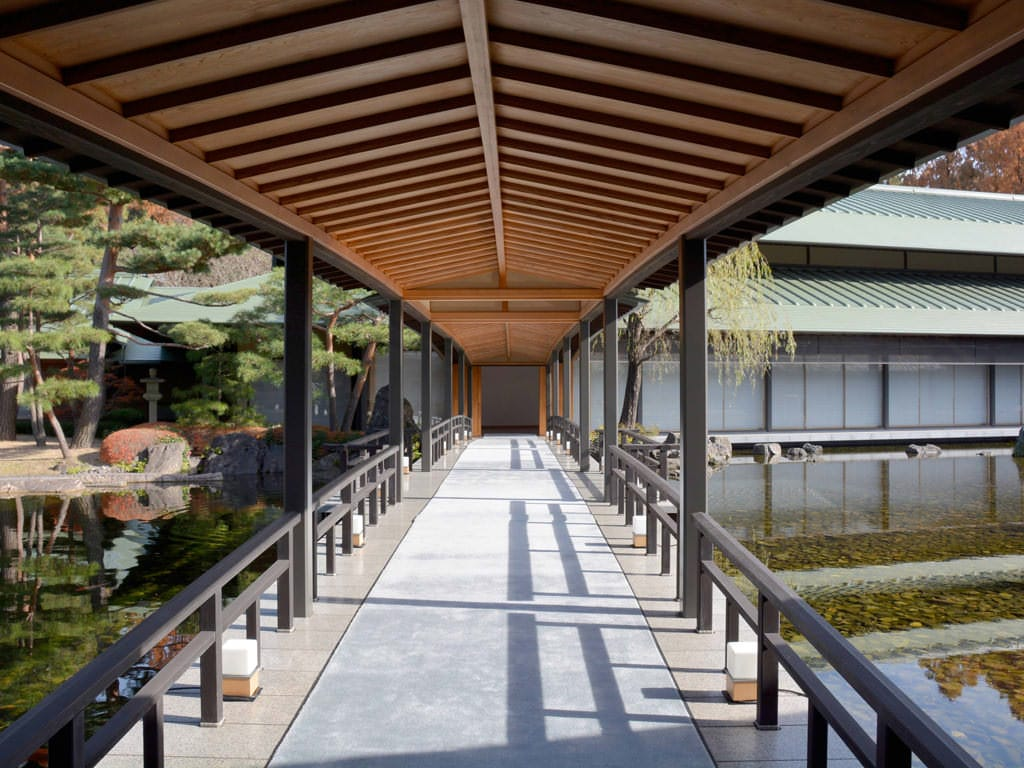
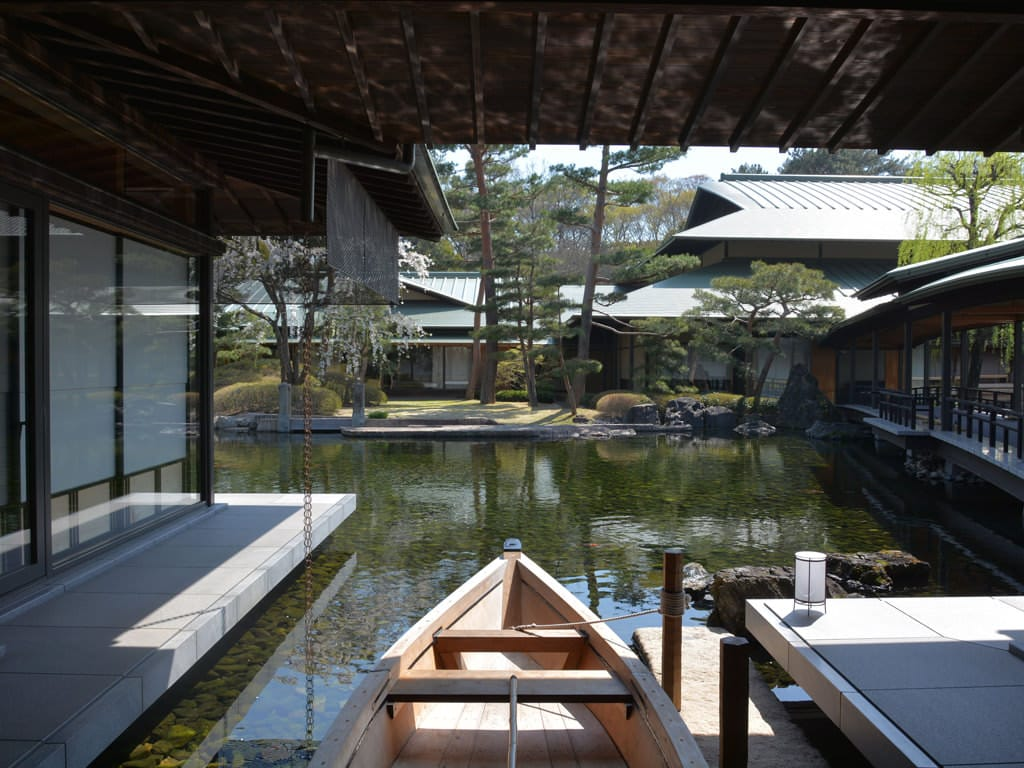
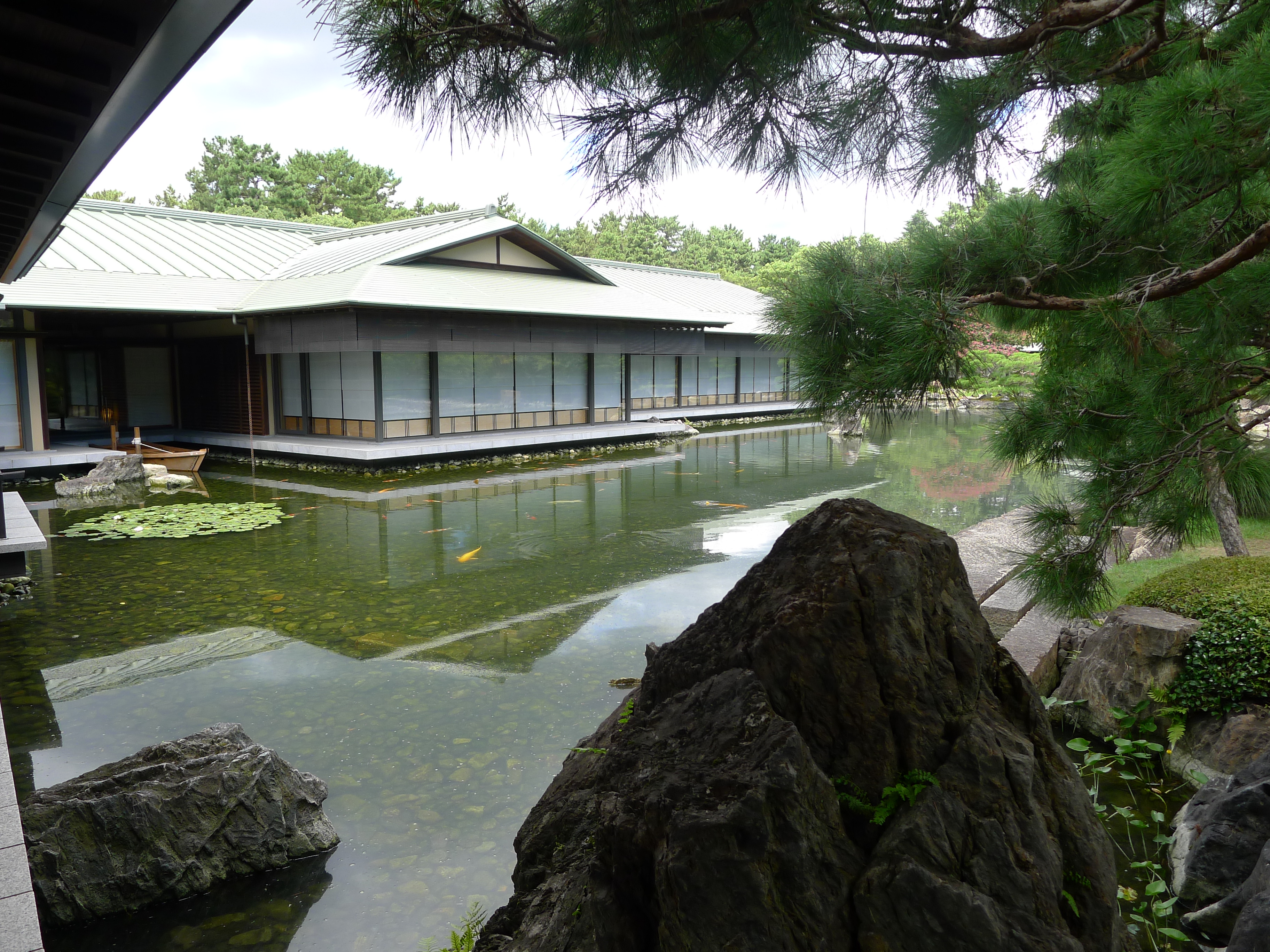
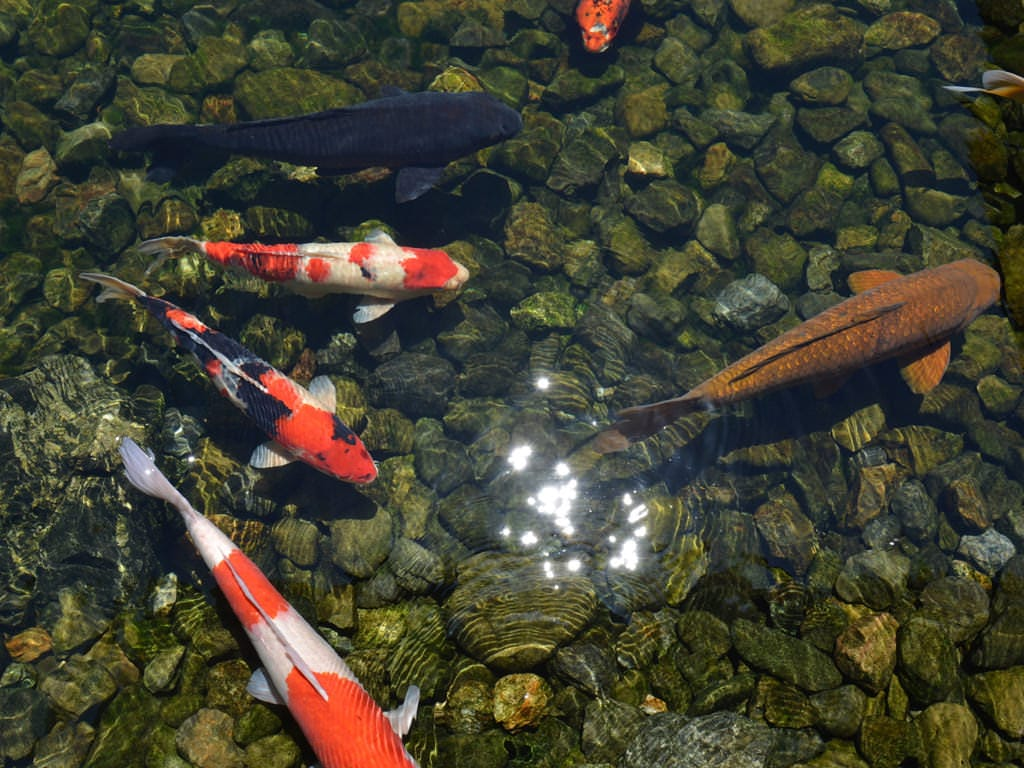

## ギャラリー

正面玄関
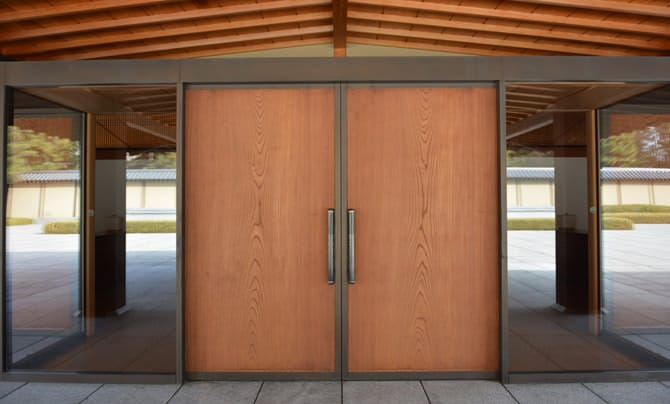
樹齢700年の一枚板の欅で作られた正面玄関の扉
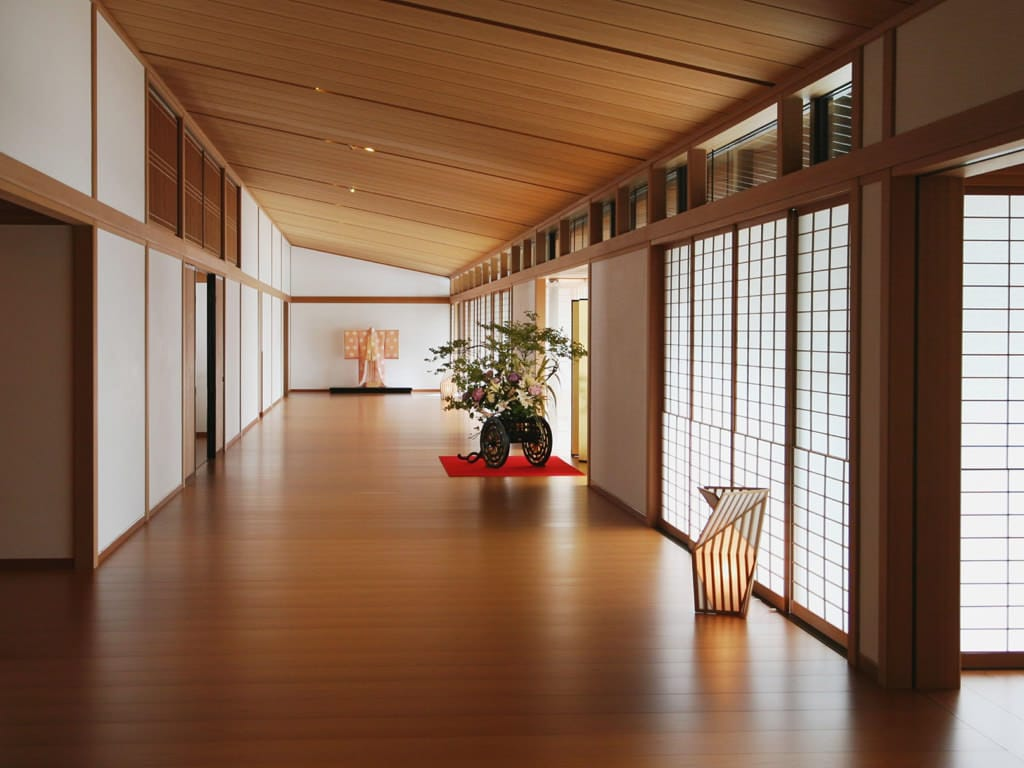
床板には欅材を使用し、窓の内側には障子を配している
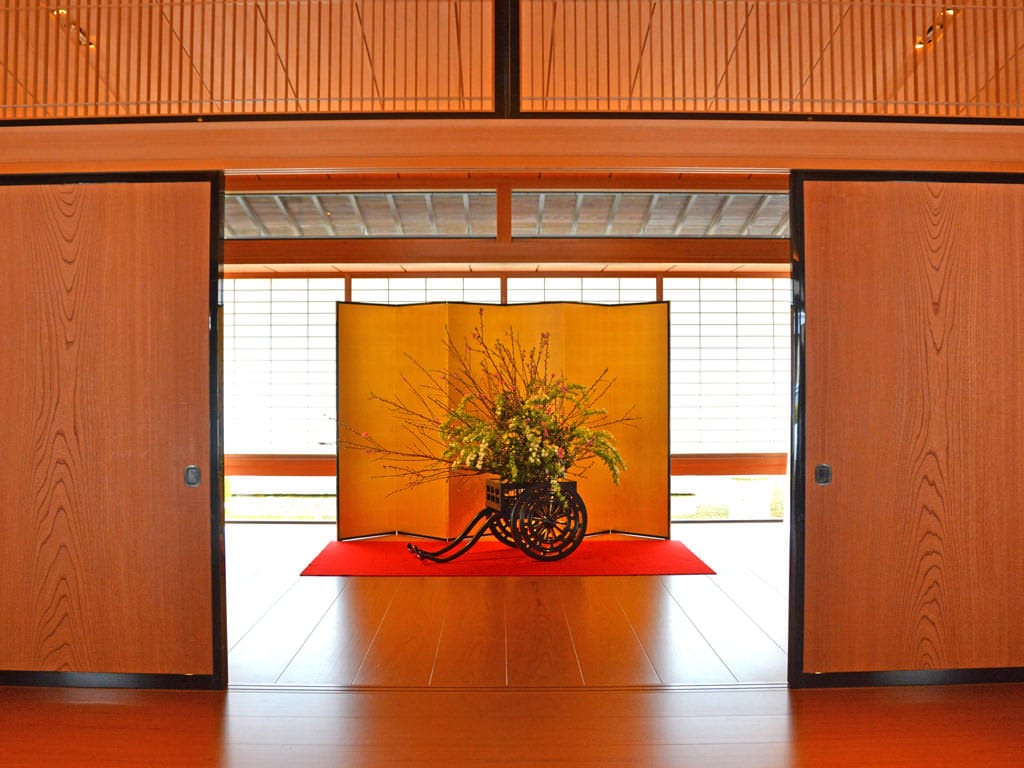
正面玄関にある生け花が賓客を迎える
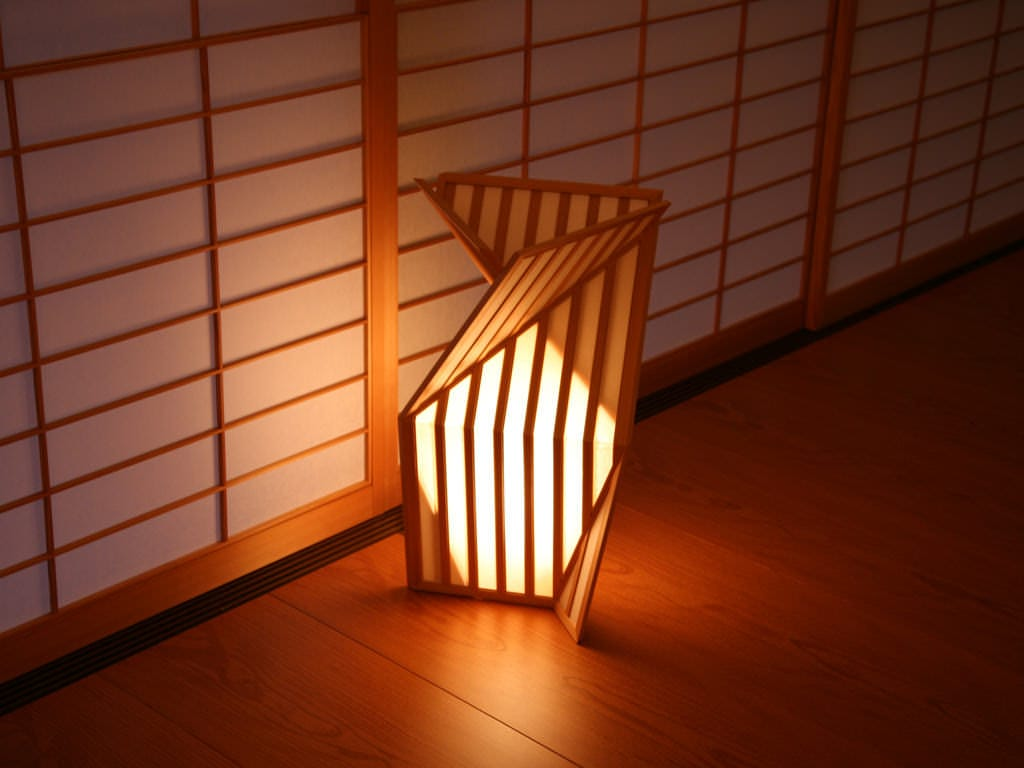
「折り紙」をイメージした行灯

夕映の間
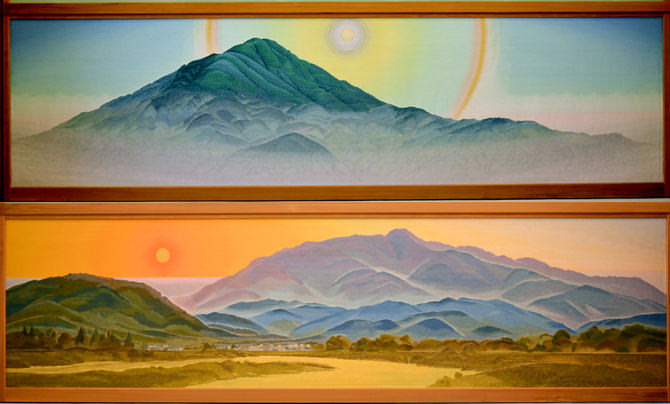
壁面装飾「比叡月映（ひえいげつえい）」と「愛宕夕照（あたごゆうしょう）」
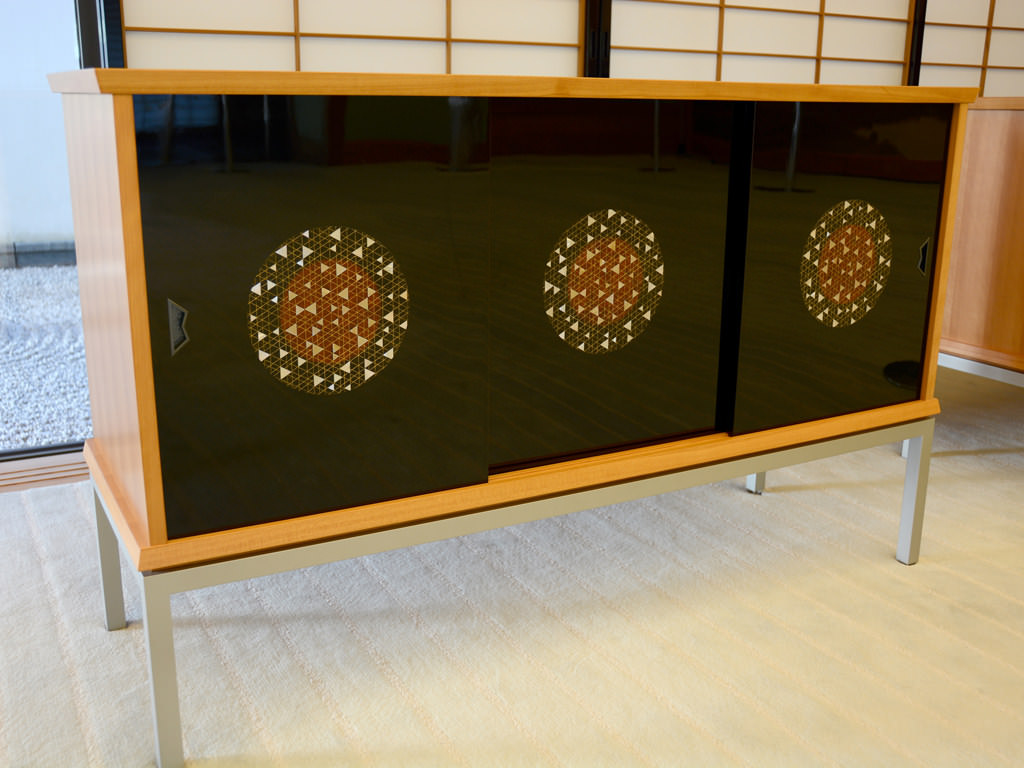
飾り台の「蒔絵」・「螺鈿」は、山紫水明（さんしすいめい）をテーマに、人間国宝の北村昭斎と息子の北村繁によるもの。
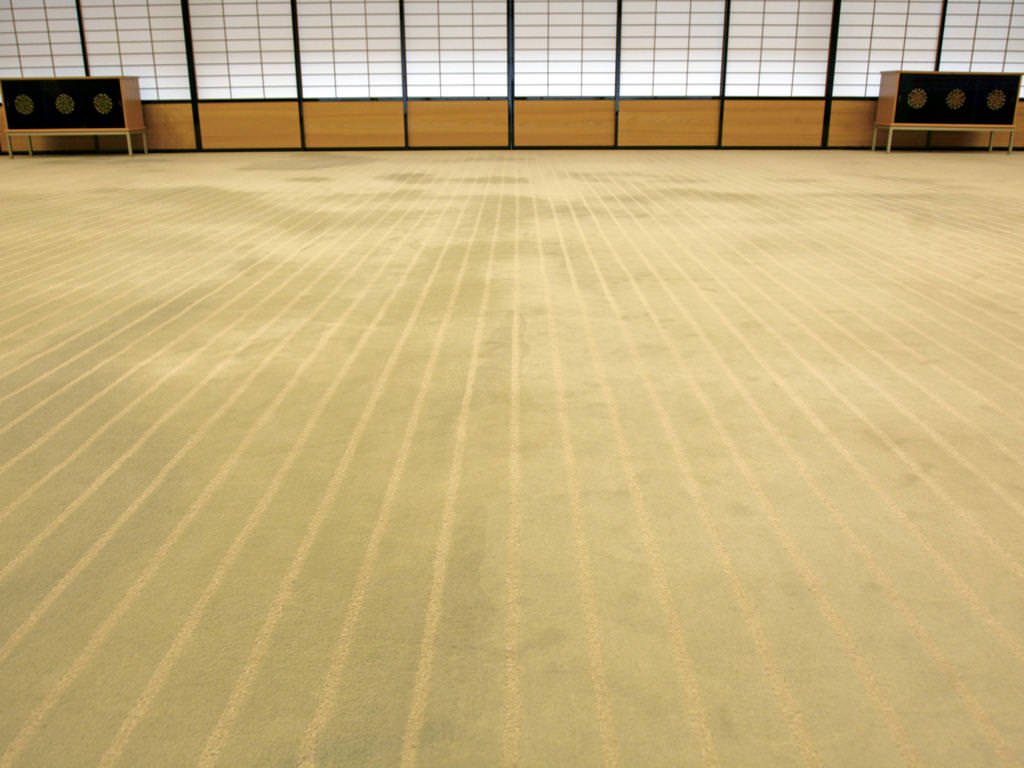
手織りカーペットの一種である緞通（だんつう）は、水面に雲が映りこんでいる情景を表現している。白線の中にある点々は、池の砂利を表している。
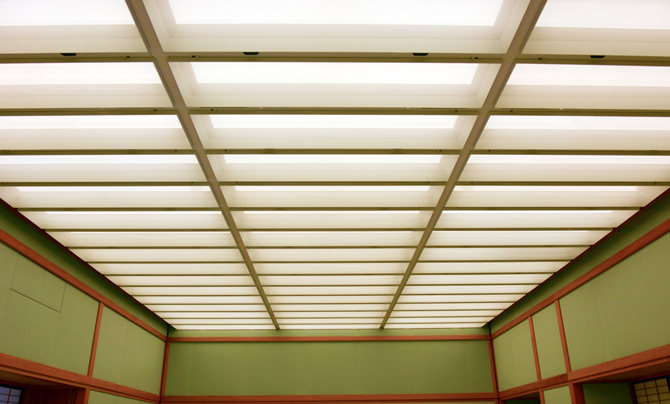
照明は天井を照らし、その反射光を間接照明として使用している。カクテルパーティーを行う際には、星空や蛍のような照明に替えることもある。
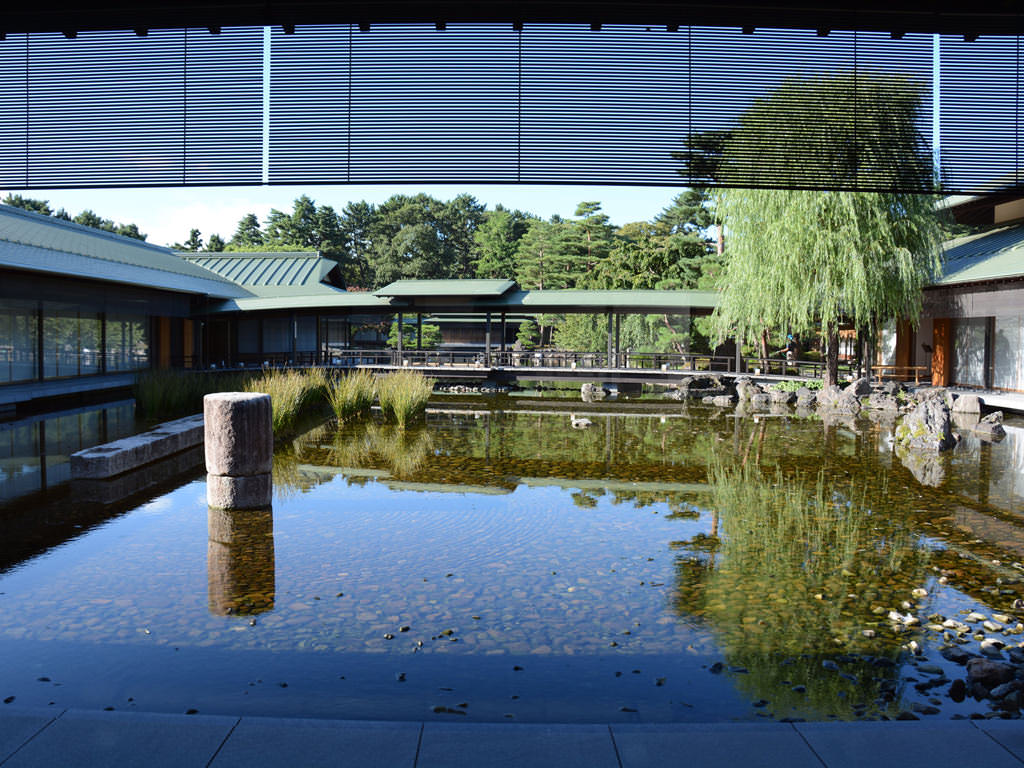
回廊から見た庭園。庭園の石材には、一時代に活躍していたものを再利用しているものが多くある。また、水田をイメージして、１年中緑色をしている「ネビキグサ」を植えている。

藤の間
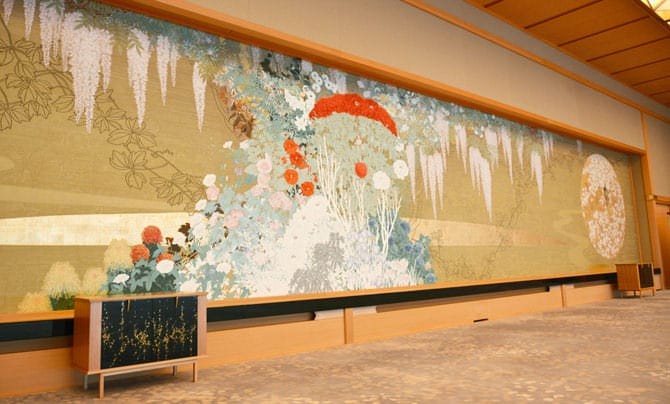
壁面装飾「麗花」は、日本画家の鹿見喜陌の下絵をもとに、綴織りの技法で織った織物で、39種類の日本の草花が織り込まれている。床に敷かれた緞通は、壁面装飾に描かれた「藤の花」が舞い散った様子を表現している。
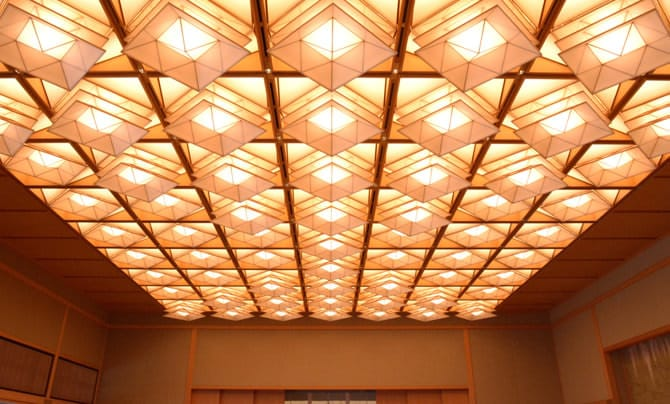
天井の照明は、本美濃紙と京指物の伝統的技能が使われた格子光天井である。「和凧」の連凧のような３段の笠は、高さが調節でき、そのパターンは、15種類にも及ぶ。
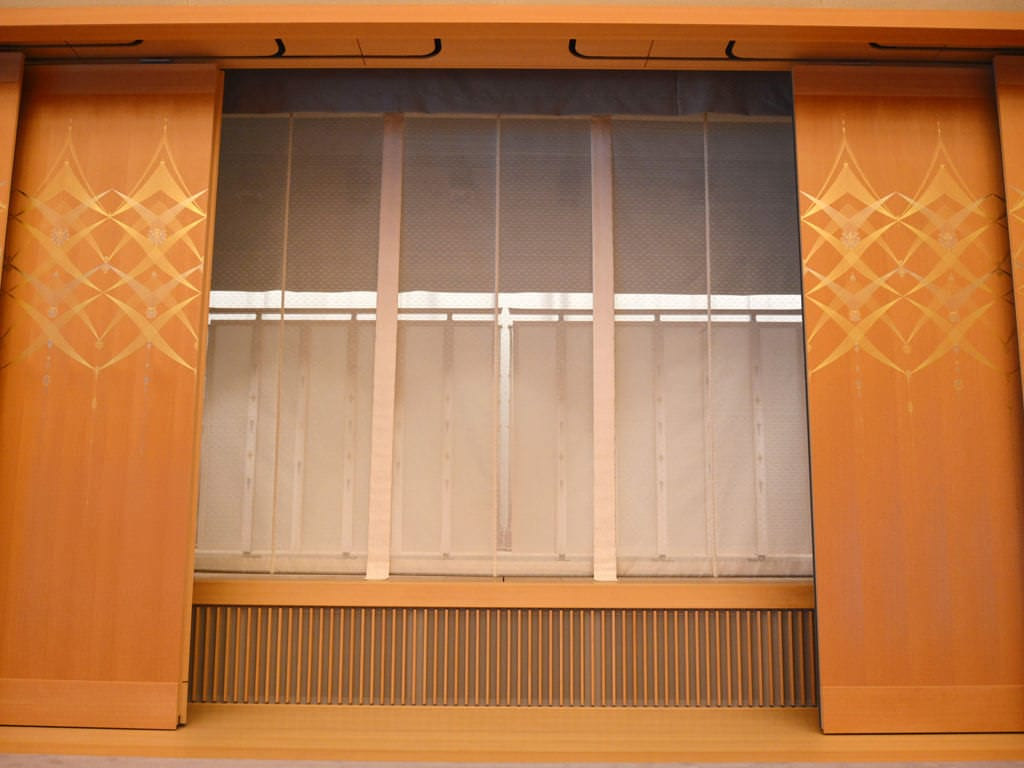
日本の伝統文化が披露される舞台。舞や能、箏（こと）の演奏、雅楽などが披露され、訪れた賓客へ日本の伝統文化を紹介している。
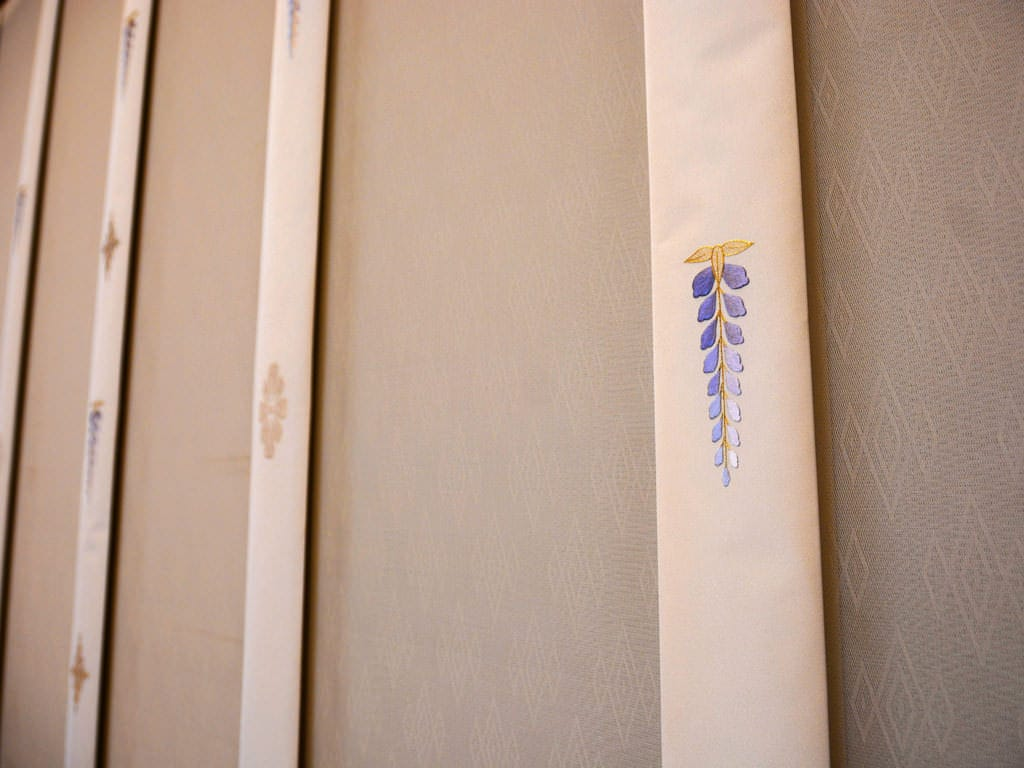
室内の間仕切りや目隠しとして使う「几帳」は、絹の薄織物の「紗」よりも薄い「羅」織物や漆、京縫い、組紐などの伝統技能が用いられている。
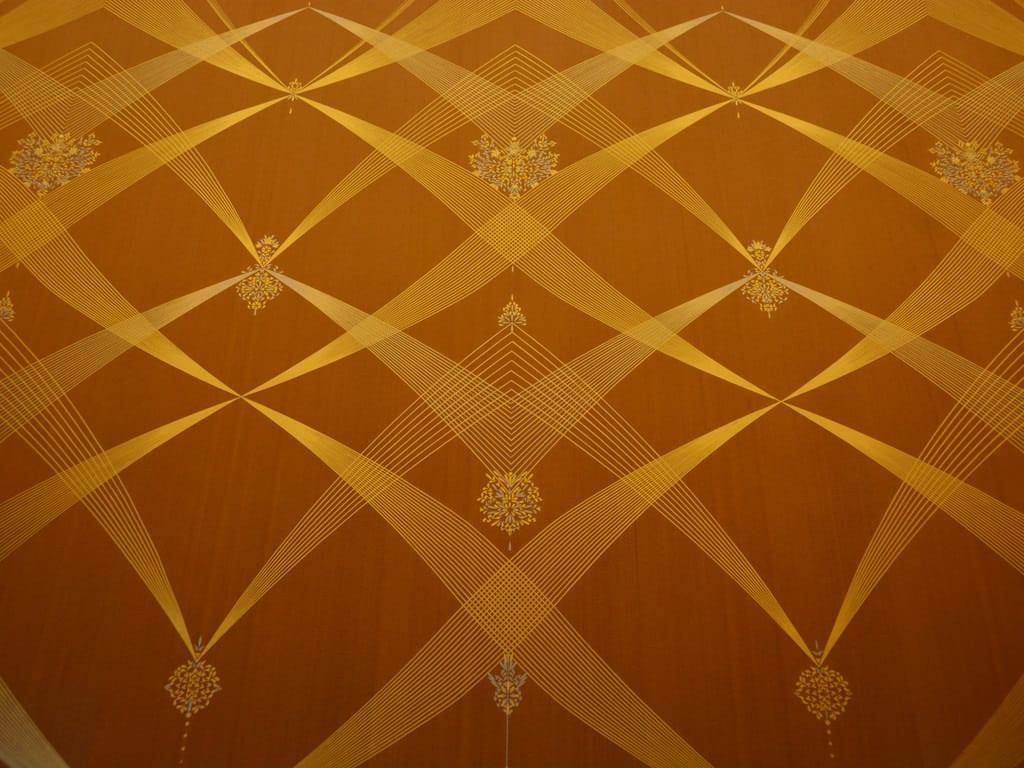
人間国宝の故 江里佐代子の作品で、金箔と銀色のプラチナ箔を使用している。金と銀が、互いの美の長所を引き立て合いながら、二つの色が交差するさまに、「人と人との出会いもそうありたい」との願いが込められている。作品名は、「響流光韻（こうるこういん）」。

桐の間
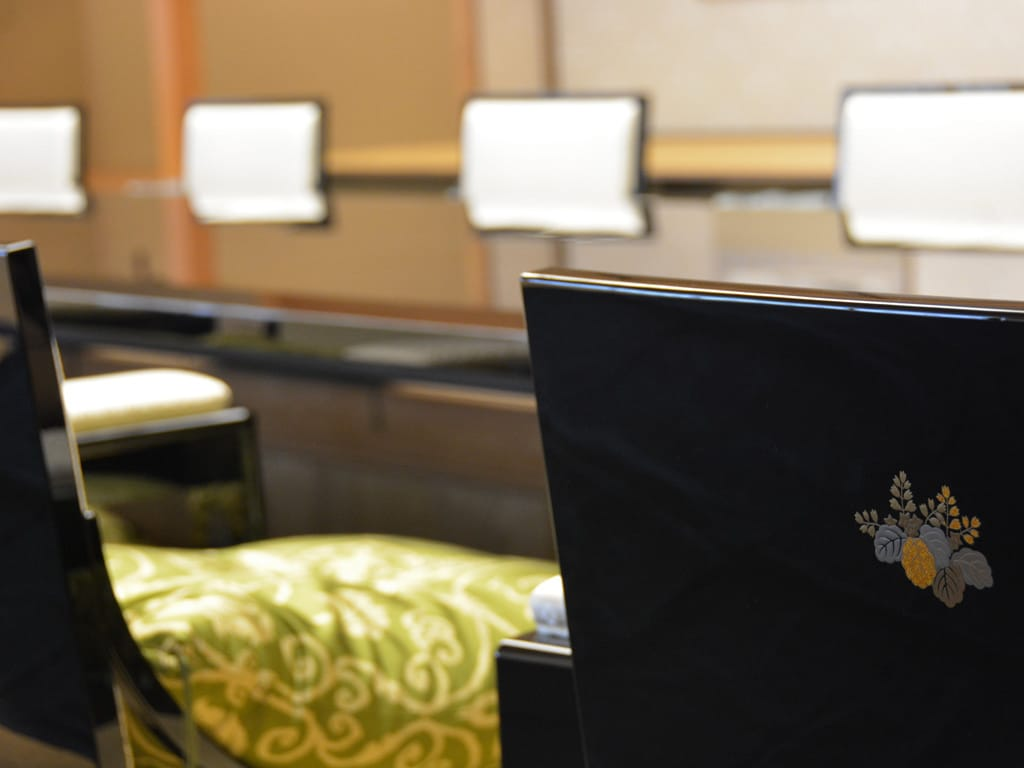
座椅子の背の部分には「五七の桐」の蒔絵が施されている。桐の葉の色は微妙に異なり、同じ模様の椅子は一つもない。
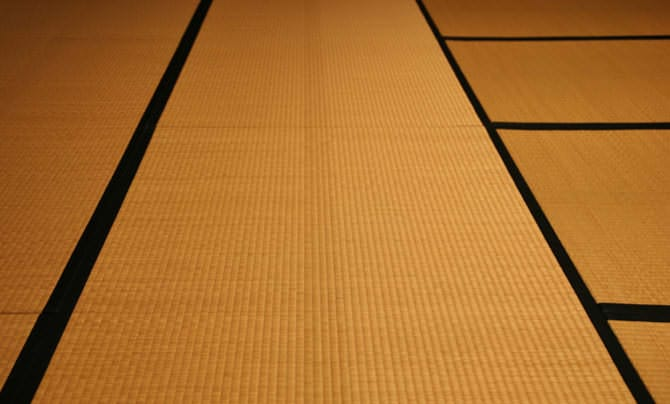
畳は、「中継ぎ表」という技法で、イグサの良い部分のみを使って、中央でつないでいる。畳縁は、麻の本藍染を使用している。
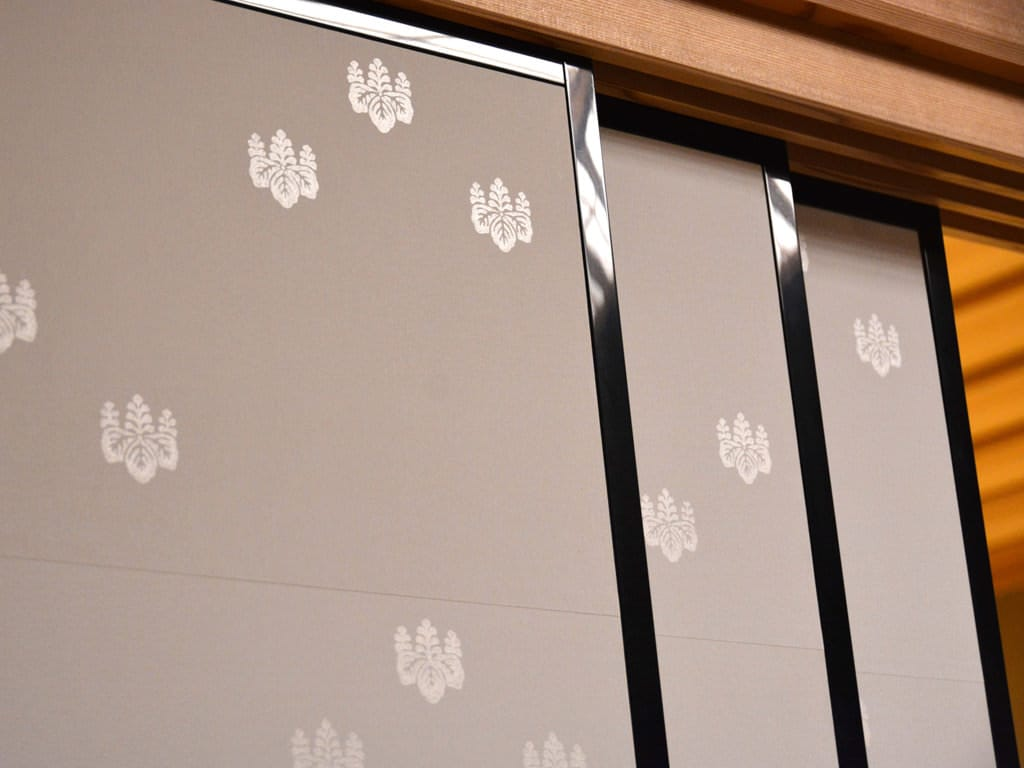
襖には、白地の唐紙に白い雲母の桐紋が光り、座敷に深い陰影を作っている。
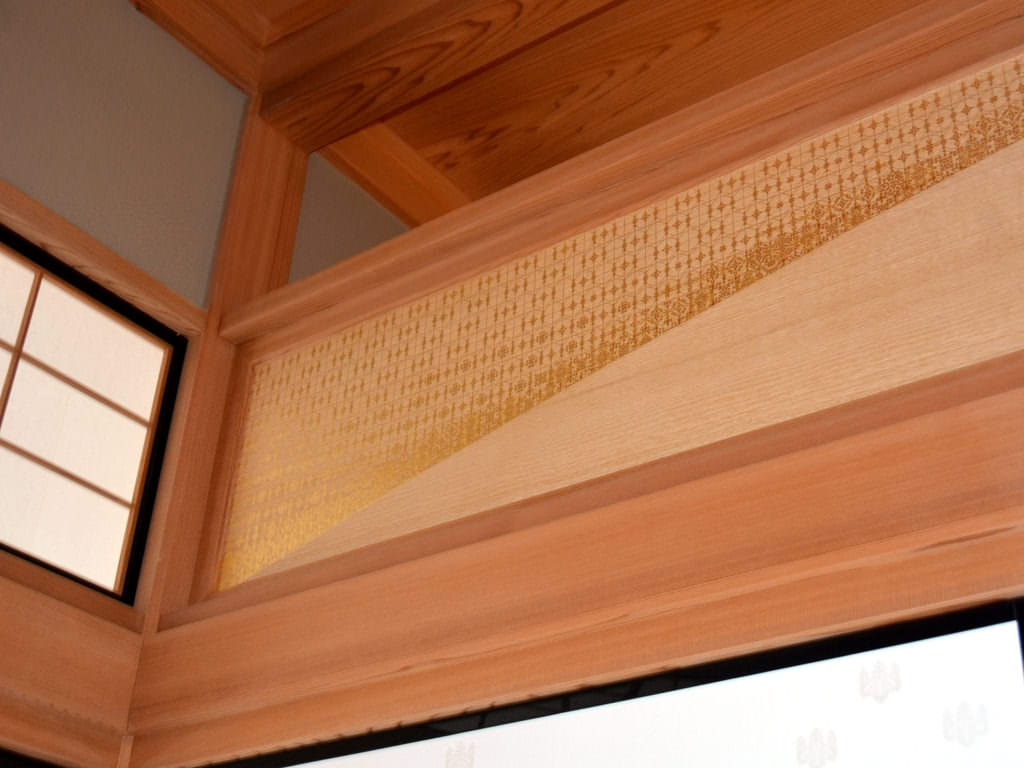
欄間には、藤の間の舞台扉と同じく截金の装飾が施されている。

聚楽の間
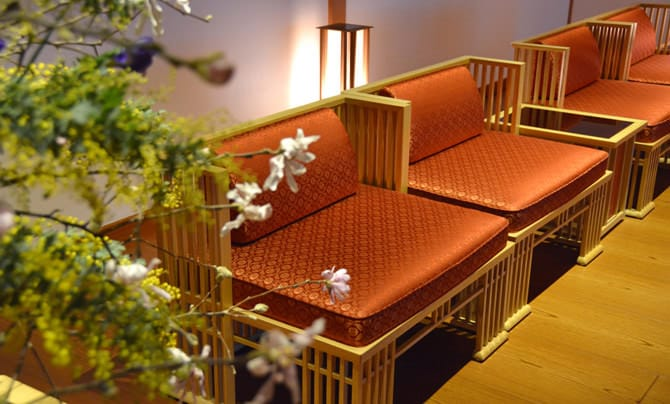
鉄や釘を一切使わない伝統的技法である京指物を用いた安楽椅子が並んでいる。鮮やかな赤色の西陣織の布地を用いている。
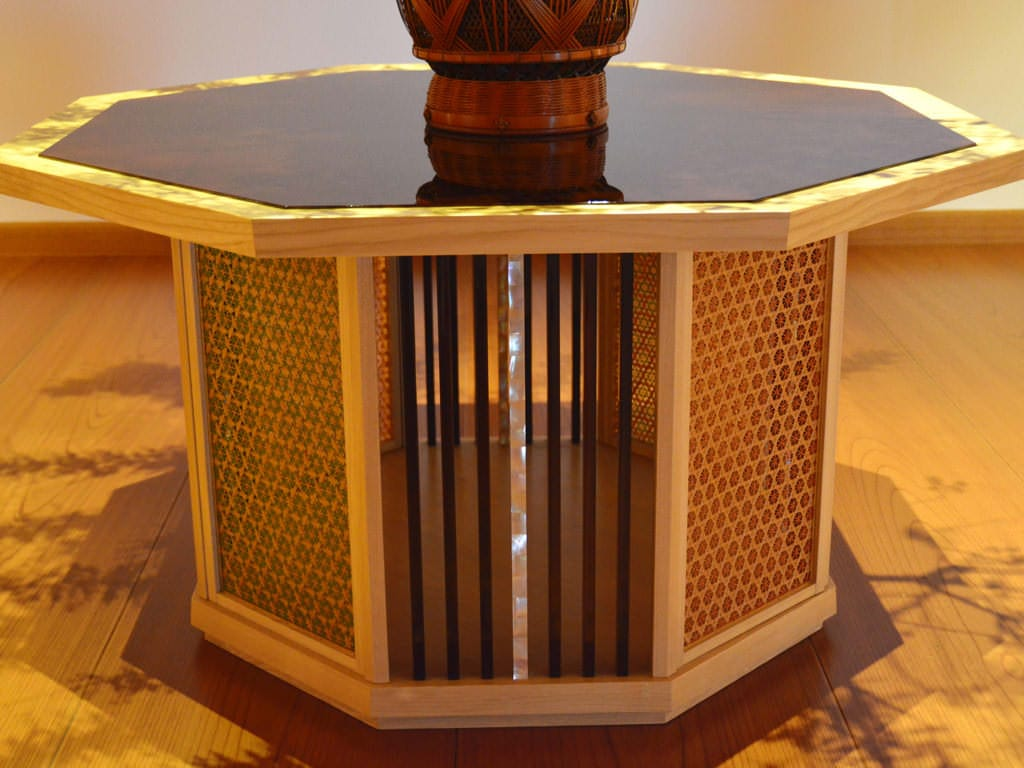
部屋の中ほどにある飾り台には、漆、螺鈿、竹工芸などの技法が施されている。
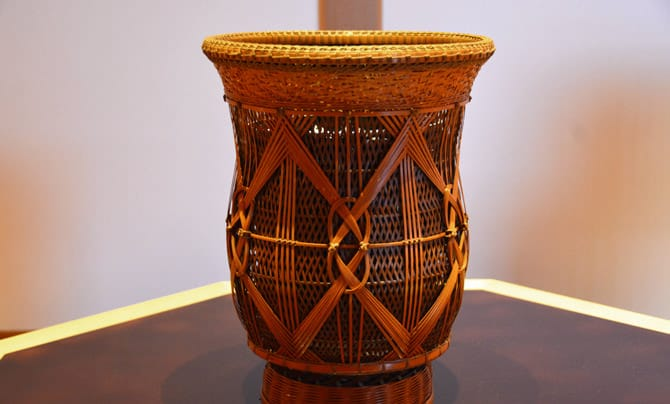
接遇の際は、この飾り台の上の花籃にいけばなをしつらえる。人間国宝の五世　早川尚古齋の作品である。
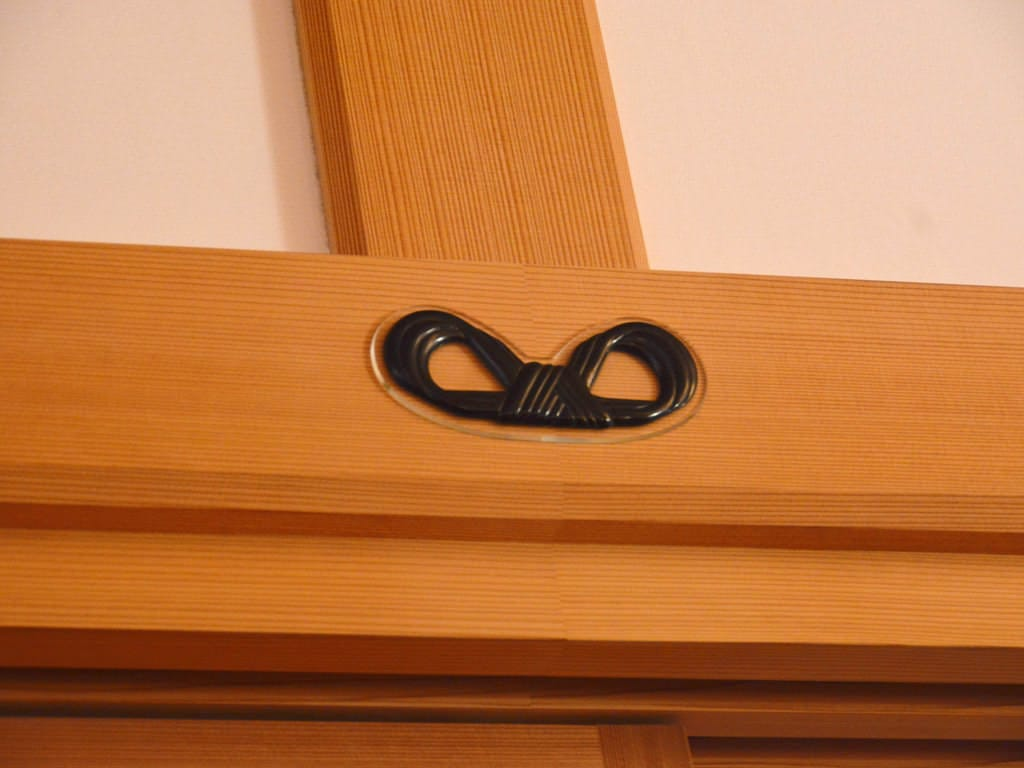
釘隠として用いられている錺金物は、千代結びをイメージしたものである。

ブッシュ米大統領の来館
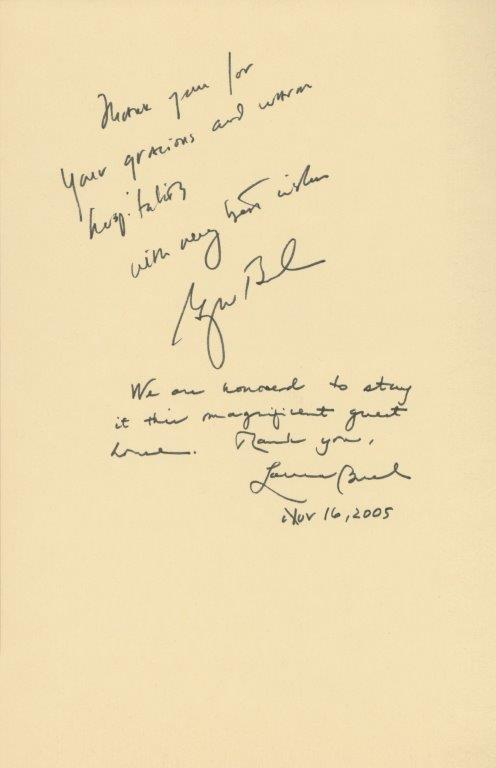
ジョージ・W・ブッシュ米国大統領の来館署名
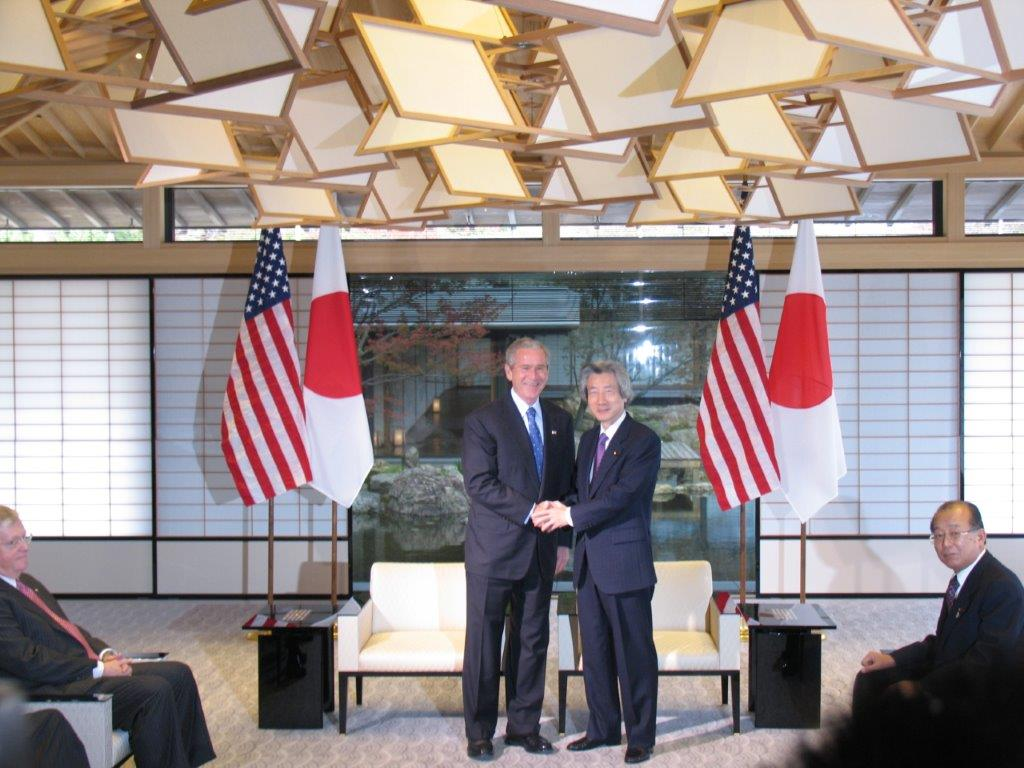
首脳会談（水明の間）
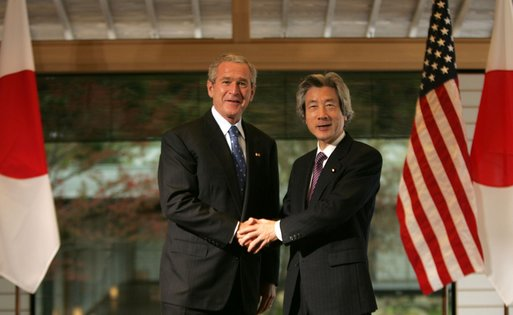
ブッシュ米大統領と小泉純一郎首相
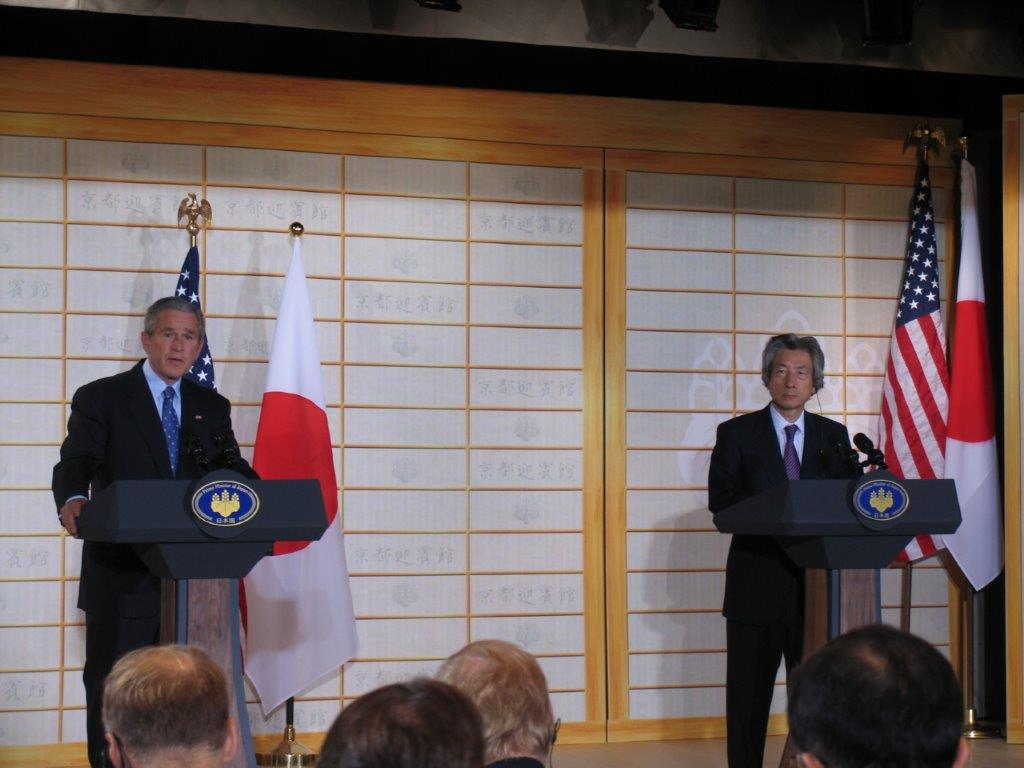
共同記者会見（藤の間）
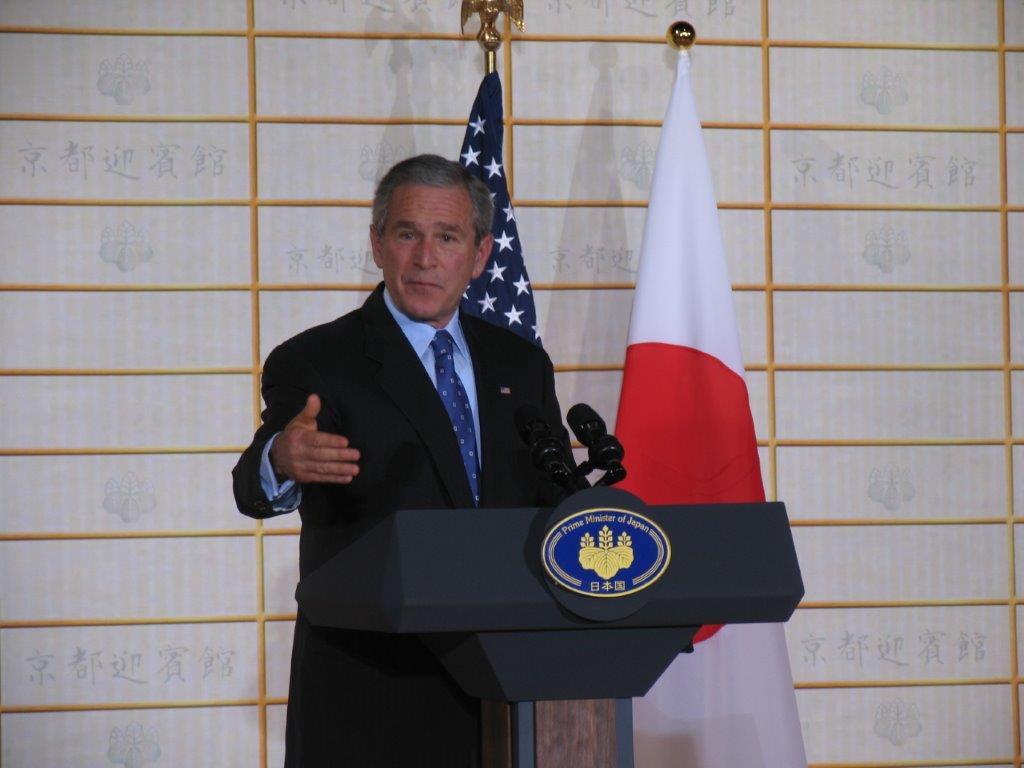
会見を行うブッシュ米大統領